# Niels Rademacher
Niels Grønbek Rademacher (20. april 1812 i Nyborg – 17. maj 1885 på Penth i Estland) var en dansk genre- og landskabsmaler.

## Uddannelse
Han var søn af barber og kirurg Joachim Gotfred Rademacher og Anna Marie Grønbek, havde vel i sin barndom vist lyst til tegnekunsten, men kom dog efter sin konfirmation på et herredskontor, hvor han tilbragte flere år. Først tyve år gammel tog han til København for at tegne på Kunstakademiet og kom på samme tid i malerlære hos Caspar Peter Kongslev. Han gennemgik nu Akademiets skoler, blev 1836 elev af modelskolen og vandt 1837 den lille sølvmedalje. Samme år udstillede han sit første billede, En kone, der strikker, og i de nærmest følgende år udstillede han nogle figurbilleder. Først efter nogen tvivl og flere års venten bestemte han sig efter Martinus Rørbyes opfordring til at konkurrere til den store sølvmedalje, som han vandt i 1845.

## Landmand
Efter den tid var han i nogle år i Finland, hvor han styrede en gård for den russiske statsafsending i København, baron Nikolaj Pavlovitj von Nicolay; senere levede han en række år som landmand i Jylland, men opgav dog ikke kunsten. I Finland havde Rademacher nemlig fået nær tilknytning til familien Jaenisch i Viborg. Da han i 1847 vendte hjem til Danmark lånte Helene Jaenisch ham en større sum penge, så han var i stand til at købe godset Langesgård i Jylland. Men han var en dårlig økonom, og skønt familien Jaenisch flere gange siden forstrakte ham med penge, måtte han få år efter gå fra gården.

## Andre sysler
Med større mellemrum udstillede han på Charlottenborg Forårsudstilling som landskabsmaler. Fra sin første rejse, der gik til Norge, har han dog også efterladt genrebilleder, ligesom han i mindre omfang beskæftigede sig med portrætkunsten. Han har også litograferet nogle blade, bl.a. flere portrætter og Regensgården efter sin egen tegning. Rademacher havde også talent for at udklippe silhouetter. Han var ugift og døde på en rejse på godset Penth - hans søsterdatters ejendom - i Estland den 17. maj 1885.

## Eftermæle
Rademacher boede boede i 1843 hos proprietær Dalsgaard på Krabbesholm og malede et billede af Skive. Måske havde han en vis indflydelse på sønnen Christen Dalsgaards lyst til at gå i hans fodspor og male jyske landskaber. Men mens Dalsgård opnåede at blive en af periodens betydeligste genremalere, regnes Rademacher blot som en repræsentant for tiden mellem guldaldermalerne og det naturalistiske gennembrud med en udpræget sans for at gengive landskabsprospekter med koloristisk indføling og fint lys.
Han er fotograferet af Heinrich Tønnies og Budtz Müller & Co. (Det Kongelige Bibliotek).

## Udstillinger
- Charlottenborg Forårsudstilling 1837-38, 1840, 1843-45, 1861-62, 1868-76 og 1881
- Finska Konstföreningen Expo., Helsingfors 1848
- Nordisk Kunstudstilling, København 1872
- Kunstnerforeningen af 18. November, 1882
- Ældre Portræter, Kristiania 1892
- Den kulturhistoriske utstilling, Kristiania 1901
- Raadhusudstillingen, København 1901

## Værker
- Godsejer Chr. Gjeddes forældre (1830'erne, KUNSTEN Museum of Modern Art Aalborg)
- Portræt af S.A. Fjelstrup (1836, kopi af Niels Lützen og litograferet 1845)
- En kone lærer en lille pige at strikke (udstillet 1839)
- En brud fra Hitterdal i Norge (1839)
- En bonde fra Hitterdalen (1839, tidligere i Johan Hansens samling)
- Altertavle (1840, Drangedal Kirke, Norge)
- Norsk bondestue i Telemarken (udstillet 1840)
- Parti ved Hougdal Fos, Norge (udstillet 1840)
- Familien Tøttrup i Dueholm Have (1841)
- Vestervig Kloster (1842, kopi efter maleri fra 1781)
- Skive by, set fra Krabbesholm bakker (1843, Skive Museum)
- Rugård i Jylland (udstillet 1843)
- En bonde fra Telemarken (1844, tidligere i Johan Hansens samling)
- Familien Jaenisch i Viborg, Finland (o. 1845)
- Hortlana gård i Finland (1847)
- Viborg set fra Borgvold (1855, Viborg Museum)
- En jysk bondekone ved sin rok (udstillet 1861)
- Finsk landskab i nærheden af Viborg (udstillet 1869)
- Mogenstrup Bakker med herregården Astrup ved Skive Fjord (1872, Skive Museum)
- Prospekt af Vasehøj (o. 1870, Øregaard Museum)
- Vilvorde (1876, Øregaard Museum)
- Ordruphøj og Ordrup Kirke (1880, Øregaard Museum)
- Lindegården i Ordrup (1882, Øregaard Museum)
- Kammerherre Berlings landsted Ordruphøj i Ordrup (Det Kongelige Bibliotek)
- Slottet Bernach i Prag, Tycho Brahes sidste opholdssted (Det Kongelige Bibliotek)
- Selvportræt (Københavns Museum)
- Silhouet af Adam Oehlenschläger (1835)

### Tegninger
- P.D. Bruun (1840)
- Christian Kellermann (o. 1842, Det Kongelige Bibliotek, litograferet af Em. Bærentzen & Co.)
- J.P. With (o. 1843, Det Kongelige Bibliotek, litograferet af Edvard Fortling samme år)
- N.E. Ølgaard (litograferet af Em. Bærentzen & Co. 1845)
- Andreas Bjørn Rothe (kopi?, Det Kongelige Bibliotek)
- Nyborg (1881, Det Kongelige Bibliotek)
- Stenmonument i Jægerspris hegn (1868, Det Nationalhistoriske Museum på Frederiksborg Slot)
- Flere litografier efter Rademachers forlæg findes i Det Kongelige Bibliotek og på Det Nationalhistoriske Museum på Frederiksborg Slot